# Cabuçu
Cabuçu Itaboraí es un barrio situado en el municipio de Nova Iguaçu, en el Estado de Río de Janeiro, Brasil, sede del distrito y la más importante del distrito 6, que comprende también los barrios de San José y Curuzú
Es un distrito rural típica, con las granjas, las granjas pequeñas. Hacer las fronteras de los barrios de San José, Badureco y fuera de la idea, (aunque este último pertenece al municipio de São Gonçalo). Tiene un comercio regular con: 3 mercados, 3 panaderías, 3 baños materiales de construcción, 1 matadero, 1 carnicero, 4 salones de belleza y 20 bares. La mayoría de su población es religiosa (en especial los evangélicos), por lo que el barrio tiene muchas iglesias, con un total de 25 iglesias y el barrio más importante es la capilla de Nossa Senhora Aparecida, situado junto a la RPD (Destacamento de Policía ostensiblemente Cabuçu) que hace que la procesiones de barrio cada año el 12 de octubre (Día de Nuestra Señora Aparecida), otra importante iglesia en el barrio es la Iglesia Evangélica Congregacional situado en una zona más lejos de la zona comercial.

## Saneamiento
Cabuçu El barrio tiene muchos problemas relacionados con el saneamiento y la principal es la falta de agua potable que fue distribuida por el licenciatario UNIVERDE, el agua del Lago de San José (distrito vecino) y para la no suspensión de pago de agua para la mitad de barrio, Así, el uso de los residentes de la mayoría del tiempo los camiones.

## Calles y Transporte
La mayoría de las calles del barrio están sin pavimentar y los pocos que están pavimentadas están llenas de baches, Enfoque en la carretera que une la idea de Largo Cabuçu (Moneda con el municipio de São Gonçalo), que no tiene pavimento y es muy mala de principio a fin en el lugar conocido como los búfalos Boi (como dicen los lugareños que había muchos búfalos en el pueblo). La mejor manera el barrio y más importante es el concejal Antonio Cicero carretera de Souza, (popularmente conocido como Cabuçu Road), que une el centro de Itaboraí el barrio.
El transporte en el barrio se hace por el ITA Río de Transporte, y la mayoría de los autobuses están en mal estado, totalmente incómodo y sucio. El retraso en el transporte, también es muy grande, que afectan a los residentes de este barrio que la mayoría trabaja en Niterói y São Gonçalo.

## Ocio y recreación
El distrito de entretenimiento más tradicional es el desnudo de fútbol los domingos entre los equipos de la región, incluyendo el tradicional y más antiguo equipo de fútbol amateur de la zona (Estados Unidos de Worcester), fundada en 1992 por jugadores aficionados, Jorge Roberto de Freitas, Sebastián Cabral, Anderson Fernandes y Marcio Cordero Felizardo.

## Organización territorial
El distrito Cabuçu está dividido en 6 partes: Tatiana Vila, Vila Verde, Vila Verde II, Juventud, Largo de São Sebastião y Santo Mé. En el Largo de São Sebastião fue asesinado en 2007 el programa de Carga Pesada Rede Globo, porque los edificios antiguos que están en el lugar y la iglesia de San Sebastián que fue el escenario de un matrimonio por etapas de junino actor Antonio Fagundes, la región también marcado por la gran cantidad de zonas verdes, parques y sitios que desencadenó el título del episodio de (sin cabeza Fórmula).

## Actividades Económicas
Las principales actividades económicas de la zona es la ganadería, el cultivo de frutas y verduras.
- Datos: Q8254587